# Louhisaari (ö i Norra Karelen, Mellersta Karelen, lat 62,39, long 29,55)
Louhisaari är en ö i Finland. Den ligger i sjön Orivesi och i kommunen Rääkkylä i den ekonomiska regionen  Mellersta Karelens ekonomiska region  och landskapet  Norra Karelen, i den sydöstra delen av landet, 300 km nordost om huvudstaden Helsingfors. Öns area är 1,3 hektar och dess största längd är 180 meter i sydöst-nordvästlig riktning.